# Гебертсгаузен
Гебертсгаузен (нім. Hebertshausen) — громада в Німеччині, розташована в землі Баварія. Підпорядковується адміністративному округу Верхня Баварія. Входить до складу району Дахау.
Площа — 29,60 км2. Населення становить 5811 ос. (станом на 31 грудня 2020).